# 크립톤 (DC 코믹스)
크립톤(Krypton)은 DC 코믹스 세계관에 나오는 가공의 행성으로, 슈퍼맨이 태어난 곳이다.
문화유산이 풍부하고 과학기술이 많이 발달한 선진문명이 존재했던 행성으로 지금은 지나친 자원개발로 인해 멸망한 상태이다. 슈퍼맨을 제외한 크립톤 행성 거주민들은 자연적으로 태어나는 것이 아니라 인공적으로 만들어졌으며 그에 필요한 유전자코드는 슈퍼맨의 몸속에 들어있다.  이동수단으로 벌레같이 생긴 외계생물이 이용되고 은으로 만들어진 것 같은 거울같은 것으로 화상통화도 가능하다.S자 모양을 정의의 상징으로 본다.
제리 시걸과 조 슈스터가 창조하였다. 《액션 코믹스》 #1 (1938년 6월)에 처음 언급되었으며, 《슈퍼맨》 #1 (1939년 여름)에 처음으로 등장하였다.